# Aláqueme II do Cairo
Abu Alabás Amade Aláqueme Biamir Alá (em árabe: أبو العباس أحمد الحاكم بأمر الله; romaniz.: Abu al-Abbas Ahmad al-Hakim bi-Amr Allah), dito Aláqueme II do Cairo (em árabe: الحاكم بأمر الله الثاني), foi o quinto califa abássida do Cairo sob os sultões mamelucos do Egito entre 1341 e 1352.

## História
Em 1341, após a morte do sultão Anácer Maomé, o califa Aluatique I foi deposto e substituído por Abu Alabás Amade, que adota o título de Aláqueme. Durante o seu califado, oito filho de de Anácer se sucederam no trono dos sultões. Em 1347, o penúltimo filho de Anácer, Anácer Haçane, ascendeu ao trono e é o que reinará por mais tempo. Em 1348, o Egito foi atingido por uma grande epidemia de peste negra que quase arruinou o país. Três anos depois, o sultão Anácer Haçane foi rejeitado em prol de Sala Sale Saladim, o último filho de Anácer Maomé a governar. Seu reinado foi curto, porém, e Anácer Haçane retornou ao poder em 1354.
Aláqueme II morreu em 1352.